# 春日井カントリークラブ
春日井カントリークラブ（かすがいカントリークラブ）は、 愛知県春日井市西尾町に広がるゴルフ場である。

## 概要
中部日本放送株式会社・佐々部晩穂は、コ－ス設計家・井上誠一とは親密な間柄だった。佐々部の依頼で「愛知カンツリー倶楽部」、「桑名カントリー倶楽部」、「伊勢カントリークラブ」を設計している。
1962年（昭和37年）7月20日、新たなゴルフ場の建設に向けて母体会社「春日井観光開発株式会社」を設立、社長には佐々部が就任した。ゴルフ場の建設用地は、春日井市の北端で、起伏の多い瓦礫層で、ゴルフ場には不向きと思われた。井上の診断では「良いコースは難しいが、土を動かすことができれば」だった。
井上の設計により、コースは「春日井牧場」といわれるほど造成された、大土量を動かした。1964年（昭和39年）9月27日、36ホールが完成、同年10月23日、開場された。
コースは、丘陵コースだがフラットに造成されており、フェアウェイも距離もある。特徴としては、バンカーが戦略的となっており、フェアウェイのやグリーン周りをガードしている。東コースは、各ホールはフラットで広くアンジュレーションがある。ミドルホールに距離のあるホールが多くあり、グリーン周りに注意を必要とする。西コースは、フェアウェイにゆるやかな起伏があり、グリーン狙いのアプローチが打ち上げになるホールが幾つかあるが、豪快な打ち下ろしのホールもあり楽しめる。
日本のプロゴルフメジャー大会の1つ、日本ゴルフ協会主催競技でもあり、日本選手権大会に相当する、日本オープンゴルフ選手権競技大会など多くの大会開催の実績がある。

## 所在地
〒480-0302 愛知県春日井市西尾町1071　

## コース情報
- 開場日 - 1964年10月23日
- 設計者 - 井上 誠一
- 面積 -1,650,000 m2（約49.9万坪）
- コースタイプ - 丘陵コース
- コース - 36ホールズ、パー144、ヤード、コースレート 東コース73.0、西コース72.9
- グリーン - 2グリーン、ベント（ペンクロス）
- フェアウエイ - コーライ
- ラフ - ノシバ
- ハザード - バンカーの172、池が絡むホール9
- プレースタイル - 乗用カート(5人乗り)リモコン式、全組キャディ付き
- 練習場 - 48打席 230ヤード
- 休場日 - 毎週金曜日、12月31日、1月1日[4][5]

## クラブ情報
- ハウス面積 - 4,620m2（1,397坪）
- ハウス設計 - 大成建設株式会社
- ハウス施工 - 大成建設株式会社[4][5]

## ギャラリー
- コース - [6]
- ハウス - [7]

## 交通アクセス
鉄道
- JR中央本線 - 高蔵寺駅よりタクシー利用 約20分

道路
- 中央自動車道 - 小牧東ICより 2km
- 東名高速道路 - 春日井ICより 8.5km[8]

## メジャー選手権
- 1969年（昭和44年） - 第37回 日本プロゴルフ選手権大会[9]
- 1975年（昭和50年） - 第40回 日本オープンゴルフ選手権競技大会[10]
- 1980年（昭和55年） - 第13回 日本女子オープンゴルフ選手権競技大会[11]

## エピソード
- 西コース13番ホールは、バンカーの砂に小丘をふたつ浮かべたハンモックのバンカーを造り、ティから見た借景の見映えをよくしたと、井上誠一は自慢した[12]。
- 「春日井カントリー倶楽部」のマウンドの形は、横臥した女性の裸体のようだといわれる[12]。

## 関連文献
- 『ゴルフ場ガイド 西版』2006-2007、「春日井カントリークラブ（愛知県）」、東京 ゴルフダイジェスト社、2006年5月、2020年8月22日閲覧
- 『美しい日本のゴルフコース BEAUTIFUL GOLF CULTURE IN JAPAN : 日本のゴルフ110年記念 ゴルフは日本の新しい伝統文化である』、ゴルフダイジェスト社「美しい日本のゴルフコース」編纂委員会編、「春日井カントリークラブ」、東京 ゴルフダイジェスト社、2013年12月、2020年8月22日閲覧